# Menta
Menta (ros. Мента) – stacja kolejowa w gminie Aizkraukle, na Łotwie. Położona jest na linii Jełgawa - Krustpils, wśród dużego kompleksu leśnego i w oddaleniu od osad ludzkich.